# Things Will Be Different
Things Will Be Different ist ein Zeitreise-Horror-Thriller und das Regiedebüt von Michael Felker. Der Film feierte im März 2024 beim South by Southwest Film Festival seine Premiere und kam Anfang Oktober 2024 in die US-Kinos.

## Handlung
Die Geschwister Joseph und Sidney haben gerade einen Raubüberfall begangen und treffen sich mit Taschen voller Bargeld in einem Restaurant wieder. Um der Polizei zu entkommen, verstecken sie sich in einem Haus. Dieses gehört einem Stammgast der Bar, die Joseph betreibt. Von ihr hat Joseph auch ein Buch mit Anweisungen bekommen, wie sie die Zeiger einer Standuhr bewegen sollen, um einen Wandschrank zu öffnen. Sie betreten den Schrank und als sie wieder herauskommen, finden sie sich zwar im selben Haus, jedoch in einer anderen Zeit wieder.
Als Joseph und Sidney nach zwei Wochen das Haus durch den Schrank verlassen wollen, müssen sie feststellen, dass sie in dieser Zeit gefangen sind. Sie werden von einer mysteriösen Macht daran gehindert, das Grundstück zu verlassen. Ein Tonbandgerät im Keller ermöglicht es den beiden mit Stimmen aus der Vergangenheit und der Zukunft zu kommunizieren, indem sie Aufnahmen machen und die sofort erscheinenden Antworten abhören. Sydney und Joseph erfahren hierdurch, dass bald ein Besucher kommen wird, um sie anzugreifen, und dass sie das Anwesen nur verlassen können, wenn sie den Angreifer töten und den unsichtbaren Zeitherren, die das Haus kontrollieren, dessen Leichen präsentieren.

## Produktion

### Regie und Drehbuch
Regie führte Michael Felker, der auch das Drehbuch schrieb. Der jüdische Filmemacher gibt mit Things Will Be Different sein Regiedebüt. Als Filmeditor war der Absolvent des College of Motion Picture Arts der Florida State University zuletzt für den Science-Fiction-Thriller Synchronic und die Horrorkomödie Something in the Dirt von Justin Benson und Aaron Moorhead verantwortlich. Gemeinsam mit Rebeca Marques übernahm er auch bei Things Will Be Different diese Arbeit. Inspiriert wurde Felker nach eigenen Aussagen unter anderem von den Filmen Looper von Rian Johnson und Blood Simple der Coen-Brüder.

### Besetzung und Dreharbeiten
Adam David Thompson und Riley Dandy spielen die Geschwister Joseph und Sidney. In weiteren Rollen sind Felkers früherer Kollege Justin Benson, seine Ehefrau Jori Lynn Felker, die irische Schauspielerin Sarah Bolger und die Nachwuchsschauspielerin Chloe Skoczen zu sehen. Das Casting übernahm Chrissy Fiorilli-Ellington.
Die Dreharbeiten fanden auf einer verlassenen Farm in Michigan statt. Kamerafrau Carissa Dorson war in der Vergangenheit für eine Vielzahl von Kurzfilmen und Fernsehserien tätig.

### Filmmusik und Soundtrack-Alben
Die Filmmusik steuerten der frühere Gitarrist der US-amerikanischen Post-Rock-Band Tristeza Jimmy LaValle und der Multiinstrumentalist Michael A. Muller bei. Anfang Oktober 2024 wurden von Eastern Glow Recordings zwei Alben veröffentlicht, eines mit 12 Stücken der Filmmusik und eines mit vier Songs aus dem Film in verschiedenen Versionen. Darunter finden sich Time Keeps Dancing, gesungen von Heather Woods Broderick und Shadow Dance, und Shadow Dance gesungen von Lorna Dune und Keith Sweaty.

### Marketing und Veröffentlichung
Ende Februar 2024 wurde ein erster Filmclip vorgestellt. Die Weltpremiere von Things Will Be Different fand am 11. März 2024 beim South by Southwest Film Festival statt. Anfang April 2024 wurde Things Will Be Different beim Overlook Film Festival vorgestellt. Im Juli 2024 wurde der Film beim Bucheon International Fantastic Film Festival und beim Neuchâtel International Fantastic Film Festival vorgestellt. Im September 2024 wird er beim Fantasy Filmfest und Anfang Oktober 2024 beim Sitges Film Festival gezeigt. Am 4. Oktober 2024 kam der Film in ausgewählte US-Kinos und wurde am gleichen Tag als Video-on-Demand veröffentlicht. Am 7. Januar 2025 ist eine Veröffentlichung auf DVD geplant.

## Rezeption

### Kritiken
Von den bei Rotten Tomatoes aufgeführten Kritiken sind 82 Prozent positiv bei einer durchschnittlichen Bewertung mit 7,3 von 10 möglichen Punkten.

### Auszeichnungen
Brussels International Fantastic Film Festival 2024
- Nominierung für den Silbernen Raben im Internationalen Wettbewerb (Michael Felker)
- Nominierung für den Preis der Filmkritik (Michael Felker)[21]

Fantasy Filmfest 2024
- Nominierung für den Fresh Blood Award[22]

Neuchâtel International Fantastic Film Festival 2024
- Nominierung im Internationalen Wettbewerb[23]

South by Southwest Film Festival 2024
- Nominierung für den Kickstarter NextGen Award (Michael Felker)[24]